# Attaphol Phueamsubol
Attaphol Phueamsubol (thailändisch อรรถพล เพื่อมสุบล, * 23. Juni 1999) ist ein thailändischer Fußballspieler.

## Karriere
Attaphol Phueamsubol stand bis 2018 beim Siam FC in Nonthaburi unter Vertrag. Mit dem Verein spielte er in der vierten Liga, der Thai League 4. Hier trat man in der Bangkok Metropolitan Region an. Im Januar 2019 wechselte er in die zweite Liga. Hier schloss er sich dem Udon Thani FC an. Für den Verein aus Udon Thani bestritt er zwei Zweitligaspiele. Von 2020 spielte er für die Drittligisten Muang Loei United FC und Young Singh Hatyai United sowie für den Amateurklub Bangluang FC. Zu Beginn der Saison 2023/24 unterschrieb er in Nakhon Pathom einen Vertrag beim Drittligaaufsteiger Thap Luang United FC.